# 6395 Hilliard
A 6395 Hilliard (ideiglenes jelöléssel 1990 UE1) a Naprendszer kisbolygóövében található aszteroida. Kusida Josio és Muramacu Oszamu fedezte fel 1990. október 21-én.